# Тшасковский, Рафал
Ра́фал Кази́меж Тшаско́вский (пол. Rafał Kazimierz Trzaskowski; род. 17 января 1972, Варшава) — польский политический и государственный деятель, доктор гуманитарных наук. Президент Варшавы с 22 ноября 2018 года. Кандидат на президентских выборах 2020 и 2025 годов. 
В прошлом занимал должности депутата Европейского парламента VII созыва от Польши, депутата Сейма VIII созыва, Министра администрации и внедрения цифровых технологий во втором кабинете Дональда Туска и Государственного секретаря министерства иностранных дел по европейским делам в правительстве Эвы Копач.

## Биография

### Ранние годы и образование
Родился 17 января 1972 года в Варшаве.
Во время парламентских выборов 1989 года был волонтёром в избирательном штабе «Солидарности».
С 1995 года работал синхронным переводчиком и учителем английского языка.
В 1996 году окончил факультет политических наук и международных отношений Варшавского университета, кроме этого стал выпускником факультета английской филологии того же университета. В 2004 году получил докторскую степень.
В 1998 году стал преподавателем в Национальной школе государственного управления, а в 2002 и в частном университете Collegium Civitas.

### Политическая деятельность до 2018 года
В 2001—2002 годах — советник секретаря Комиссии по евроинтеграции Яцека Сариуш-Вольского.
С 2004 был советником делегации партии «Гражданская платформа» в Европарламенте. На выборах 2009 года избран депутатом Европейского парламента VII созыва от 4-го округа, получив 25 178 голосов.
В 2010 году возглавлял предвыборный штаб кандидата в Президенты Варшавы Ханны Гронкевич-Вальц.
27 ноября 2013 года, по предложению премьер-министра Дональда Туска назначен президентом Брониславом Коморовским министром администрации и внедрения цифровых технологий, в связи с чем Тшасковский сложил мандат депутата Европарламента.
В 2014—2015 годах — Государственный секретарь и вице-министр иностранных дел по европейским вопросам в Правительстве Эвы Копач.
На парламентских выборах 2015 года возглавил партийный список Гражданской платформы в 13 избирательном округе (Краков) и избран в Сейм VIII созыва с результатом в 47 080 голосов.

### Политическая деятельность с 2018 года

#### Президент Варшавы
В конце 2017 года выдвинут партиями «Гражданская платформа» и «Современная» кандидатом в Президенты Варшавы на местных выборах 2018 года.
В первом туре выборов Тшасковский получил 505 187 голосов (56,67 %) и был избран новым мэром польской столицы. 22 ноября 2018 года принял присягу и официально вступил в должность.
18 февраля 2019 года Тшасковский подписал «декларацию ЛГБТ+», среди постулатов которой в том числе были пункты о создании хостела для представителей ЛГБТ-сообщества, обращавшихся в трудной ситуации, патронат президента Варшавы над проведением парадов равенства и внедрения уроков сексуального образования по стандартам ВОЗ. Декларация была раскритикована рядом польских консервативных политиков и партий, а также представителями католического духовенства и Уполномоченного по правам ребёнка. Положительно о декларации отозвались левые и либеральные партии и Омбудсмен Польши.
В феврале 2020 года избран вице-председателем партии «Гражданская платформа». В том же месяце стал сооснователем предвыборного штаба кандидата на пост Президента Польши Малгожаты Кидава-Блонской.
В июне 2020 года подписал соглашение о присоединении Варшавы к программе Европейского банка реконструкции и развития «Зелёные города».
7 апреля 2024 года Рафал Тшасковски во второй раз баллотировался на выборах мэра Варшавы и одержал победу с большим отрывом от конкурентов. За него проголосовало 59,8 % избирателей. У второго по популярности кандидата было 18,5 % голосов избирателей. После переизбрания на второй срок мэром Варшавы, у Рафала Тшасковского спросили, планирует ли он баллотироваться на президента Польши. На что он ответил: «Я ориентируюсь на здесь и сейчас, а что будет через полтора года, ещё неизвестно. Я никогда этого не исключал и не исключаю».

#### Президентские выборы 2020 года

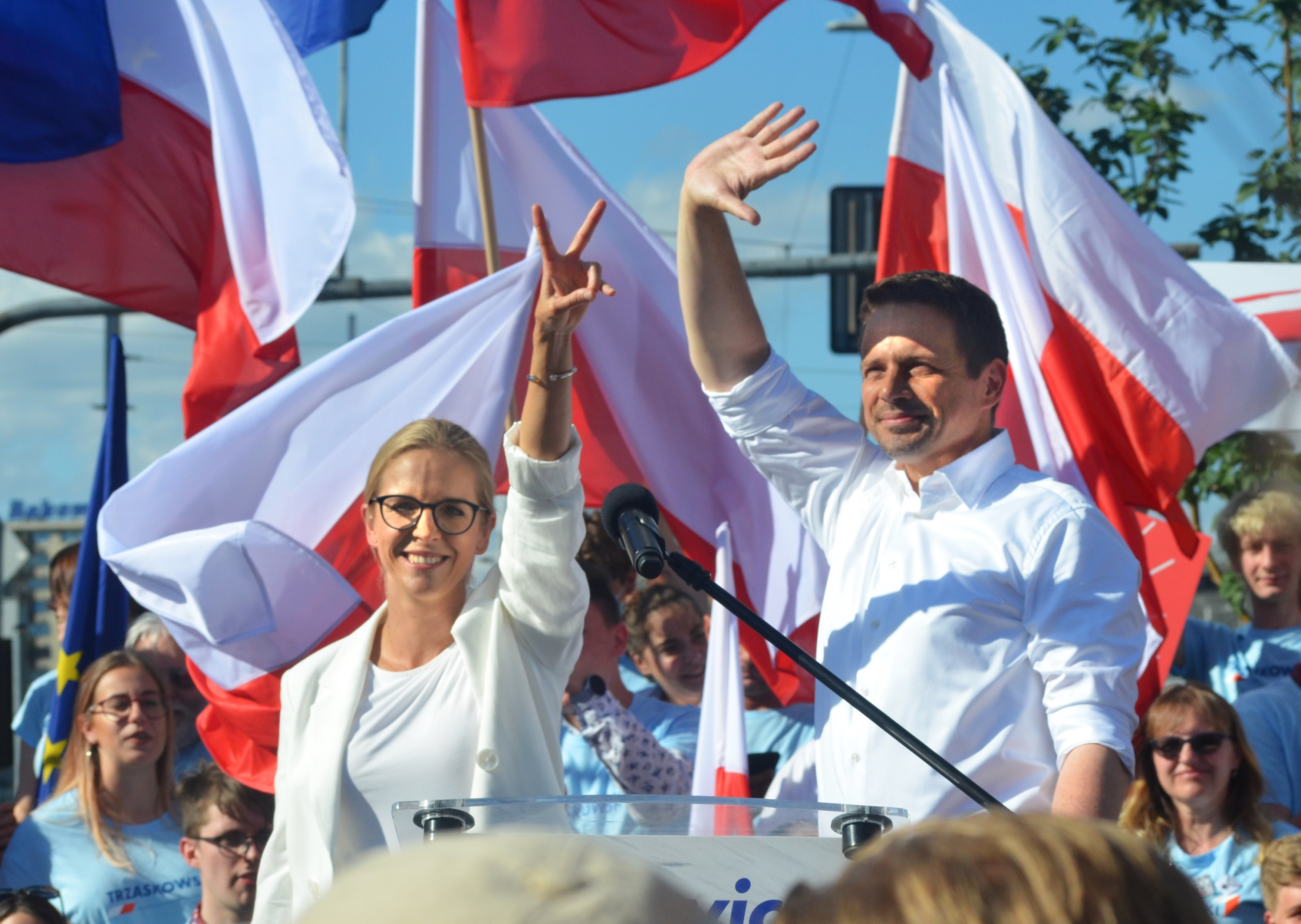
Тшасковский с супругой на встрече с избирателями в Катовице

15 мая 2020 года был выбран кандидатом от Гражданской коалиции на выборах президента Польши после отказа Малгожаты Кидава-Блонской от участия в выборах.
Тшасковский был официально зарегистрирован в июне 2020 года после того как собрал 1,6 млн подписей. На выборы Тшасковский шёл под лозунгом «Сильный президент, общая Польша» (пол. Silny prezydent, wspólna Polska).
В рамках своей предвыборной программы «Новая Солидарность» Рафал Тшасковский среди прочего было предложено увеличить необлагаемую налогом сумму, создать фонд «Инвестиции за углом», направленный на развитие малых городов и создание там новых рабочих мест. Кроме того, в программе было предложено увеличение полномочий местных органов власти, увеличение государственных расходов на здравоохранение и повышение зарплаты учителям. В вопросах внешней политики Тшасковский выступал за евроинтеграцию и сохранение дружественных отношений с Германией и Францией в рамках Веймарского треугольника.
В первом туре получил 30,46 % голосов и вышел во второй тур вместе с действующим президентом Анджеем Дудой. Перед вторым туром Тшасковского поддержали кандидаты Владислав Косиняк-Камыш, Роберт Бедронь и Шимон Головня. Среди политических партий, поддержавших Тшасковского были Лига польских семей, Уния европейских демократов, Твоё движение, Демократическая партия, а также партии-члены Гражданской и Польской коалиций.
Во втором туре набрав 48,97 % голосов, занял 2 место, тем самым проиграв выборы.

#### Местные выборы 2024 года
Принял участие в выборах 2024 года. По результатам выборов Тшасковский получил 57,41 % и тем самым был переизбран Президентом Варшавы на второй срок. 7 мая 2024 года принял присягу и официально вступил в должность.

#### Президентские выборы 2025 года
22 ноября 2024 года был избран на праймериз Гражданской платформы для участия на предстоящих выборах в 2025 году.

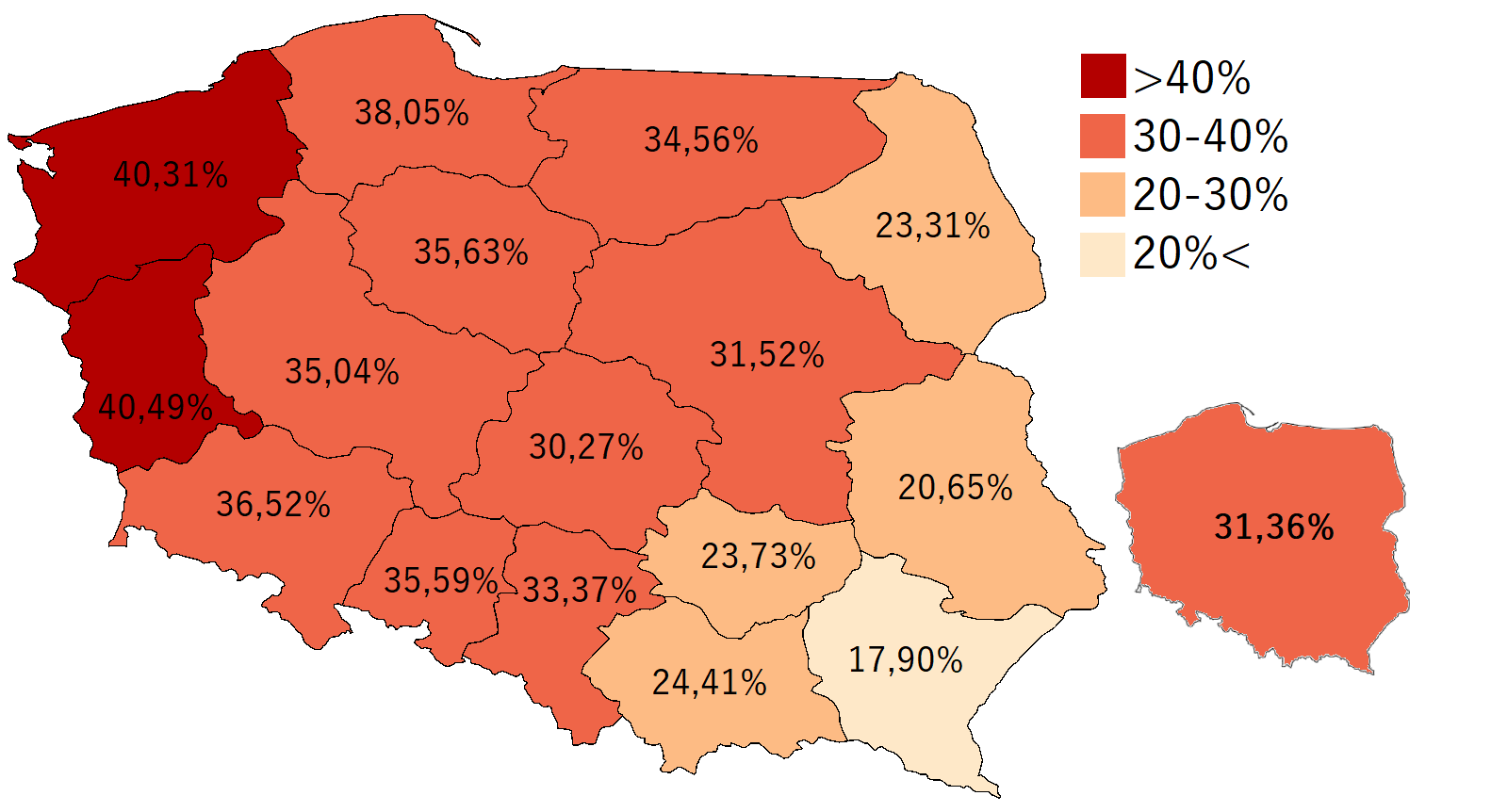
Поддержка Тшасковского в воеводствах в выборах 2025 г. (1 тур)

## Личная жизнь
Дед Рафала Тшасковского, Бронислав был известным лингвистом и основателем первой в Польше женской гимназии. Родители Тшасковского — Анджей – пианист и композитор и Тереза Аренс. Сестра матери Изабела Скроньская принимала участие в варшавском восстании 1944 года. У Тшасковского также есть сводный брат Пётр Ферстер, который с 1973 по 2010 год был директором краковского литературно-артистического кабаре «Подвал под баранами».
Рафал Тшасковский с июня 2002 года женат на экономисте Малгожате Тшасковской. У пары двое детей: дочь Александра (род. 2004) и сын Станислав (род. 2009). Семья Тшасковского в настоящее время проживает в Кабатах (часть района Урсынув) в Варшаве.
Кроме родного польского, владеет 5 иностранными языками: французским, английским, итальянским, испанским и русским.
Официально Рафал Тшасковский исповедует католицизм, но по некоторым данным является пантеистом.